# معجزات المسيح

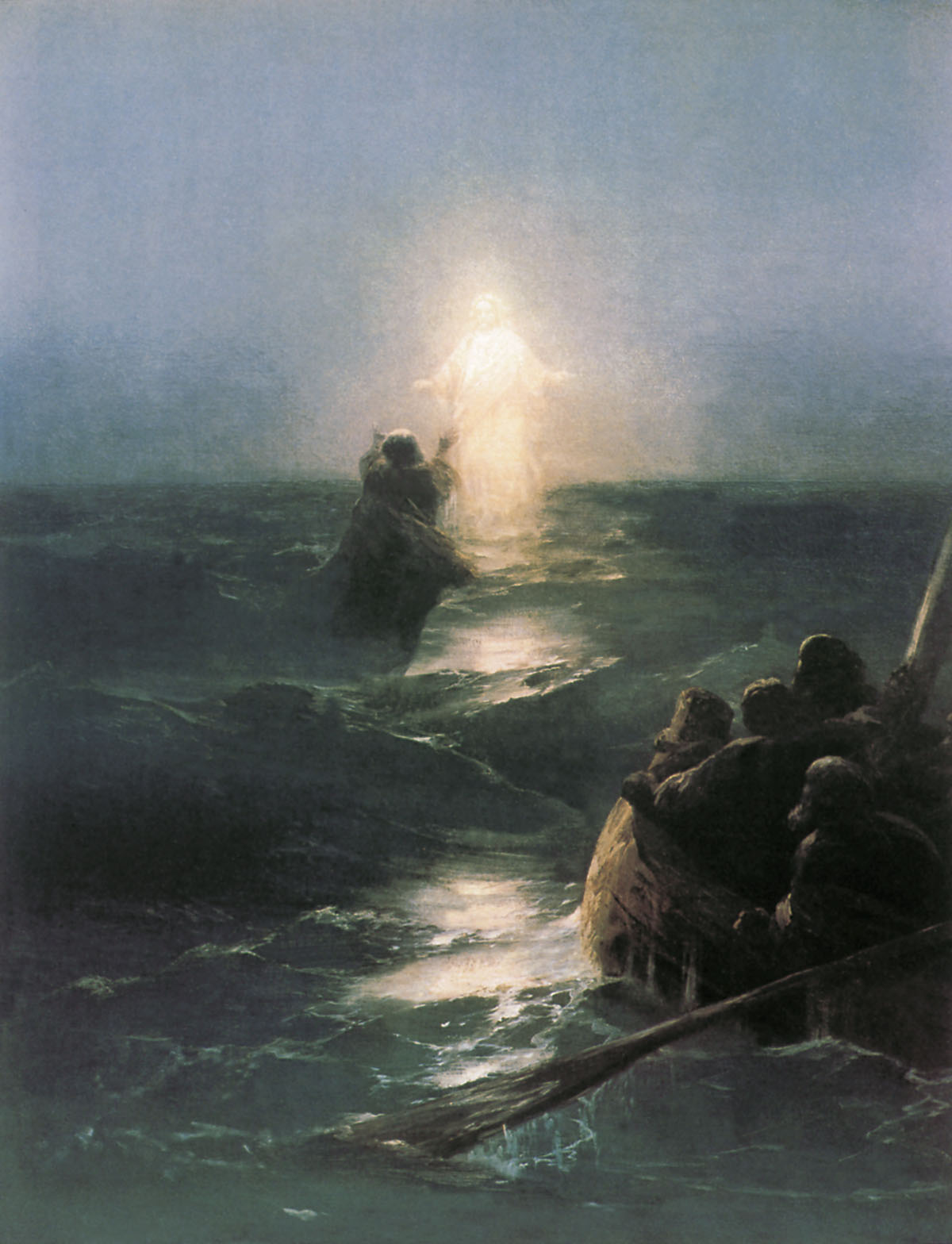
لوحة "المسيح يمشي على الماء" بريشة إيفان إيفازوفسكي (1888).

معجزات السيد المسيح هي الأفعال خارقة للطبيعة المنسوبة إلى يسوع في النصوص المسيحية والإسلامية. في غالبيتها تتعلق بالشفاء بالإيمان، طرد الشياطين، قيامة الأموات والسيطرة على الطبيعة.
في اناجيل مرقس، متى ولوقا، يسوع يرفض إعطاء أي علامات خارقة لإثبات سلطته. أما في إنجيل يوحنا فذكر بأن المسيح أدى سبعة إعجازات التي ميزت رسالته، من تغيير الماء إلى خمر في بداية خدمته إلى إقامة أليعازر من الموت في نهاية المطاف.
بالنسبة للعديد من المسيحيين والمسلمين، فإن المعجزات هي أحداث تاريخية فعلية. آخرين، بما في ذلك الليبراليين المسيحيين، يعتبرون أن هذه القصص هي قصص رمزية. منذ عهد التنوير، أخذ العلماء موقف مشكك جدا حول المعجزات.

## أنواع ودوافع
في معظم الحالات، يربط الكتاب المسيحيين كل معجزة مع تعاليم معينة تعكس رسالة يسوع.
قسم فان دير لوس معجزات المسيح إلى نوعين: النوع الإول يؤثر في البشر مثل إبصار العميان ومعجزات الشفاء، والنوع الثاني يرتبط بالتحكم في الطبيعة مثل السير فوق الماء. وقسم النوع الثاني، أي الشفاء، إلى ثلاث أنواع فرعية هي: شفاء من الأمراض وطرد الأرواح الشريرة وإعادة الأموات إلى الحياة.
وفقا لكريغ بلومبرغ، هناك سمة واحدة مشتركة بين جميع معجزات السيد المسيح في الإنجيل وهي القيام بها بشكل مجاني من دون مقابل على عكس بعض الكهنة الذي كانوا يطلبون بدل مقابل القيام بأي شفاء يقومون بها. فحتى آنه شدد على تلاميذه في إنجيل متى 10:8 بشفاء المرضى دون مقابل إذ قال: «مَجَّانًا أَخَذْتُمْ، مَجَّانًا أَعْطُوا».

### الشفاء من الأمراض
أكبر مجموعة من المعجزات المذكورة في العهد الجديد تتعلق بالشفاء من الأمراض. الأناجيل تعطي كميات متفاوتة من التفاصيل لكل حالة. أحيانا يشفي ببساطة قول بضع كلمات، في أوقات أخرى يستعمل المواد مثل البصاق والطين. عموما، ذكرت في اجمالي الانجيل ولكن ليس في إنجيل يوحنا.

#### المكفوفين
ذكر الإنجيل الكنسي عدد من القصص حيث قام  يسوع بشفاء العميان. أقدم قصة هي شفاء رجل أعمى في بيت صيدا التي ذكرت في إنجيل مرقس.
ذكر إنجيل مرقس أنه شفا رجل يدعى برتيماوس عند ترحاله من اريحا. في إنجيل متى 

#### الشفاء من البرص
ظهرت قصص شفاء من البرص في أناجيل مرقص 1:40-45، متى 8:1-14 ولوقا 5:12-16 ولوقا 17:11-19.

#### الشفاء من الشلل
ذكرت أحداث شفاء من الشلل في متى 9:1-8، مرقص 2:1-12 ،لوقا 5:17-26 

#### شفاء المرأة
قام بعلاج امرأة تنزف في متى 9:18-26 ولوقا 8:40-56. 
شفاء والدة زوجة بطرس. المتنبئين
شفائه لإمرأة عاجزة المرأة في لوقا 13:10-17.

#### الشفآت الأخرى
شفاء رجل من الاستسقاء موضح في لوقا 14:1-6. 
شفاء الرجل صاحب اليد اليابسة
الشفاء الصم والبكم ديكابوليس وهي معجزة تظهر في إنجيل مرقص فقط.قالب:Bibleref2c-nb
شفاء ملخس وهي كانت آخر معجزات المسيح قبل قيامته إذ أعاد الأذن التي قطعها  سمعان بطرس.

#### أخرى
شفاء خادمة قائد المائة التي وردت في متى 8:5-13 ، لوقا 7:1-10.
القيام بأعمل الشفاء في أرض جينيسار المذكورة في متى 14:34-36 و مرقص 6:53-56 حيث شفا كل من لمس ثوبه تلتئم.

### طرد الأرواح الشريرة
وفقا ثلاثة اجمالي الانجيل يسوع إجراء العديد من طرد الأرواح الشريرة من مس الشياطين والتي لم تذك في إنجيل يوحنا ويبدو أنه قد تم استبعادها بسبب الاعتبارات اللاهوتية.
أعمال طرد الأرواح السبعة الرئيسية:
- طرد الارواح الشريرة في المجمع في كفرناحوم.[23]
- طرد الارواح الشريرة في جينيسار,[24] حيث طرد الأرواح الشريرة من شخص ونقلها إلى قطيع من الخنازير.[25]
- طرد الارواح الشريرة من ابنة المرأة الكنعانية تظهر في متى 15:21-28 و مرقص 7:24-30.[26]
- طرد أرواح شريرج من أعمى وأبكم فيمتى 12:22-32 ومرقص 3:20-30 ولوقا 11:14-23.
- طرد أرواح من صبي تحوزه الشيطان يظهر في متى 17:14-21 ومرقص 9:14-29 ولوقا 9:37[27]
- معجزة طرد الأرواح عند غروب الشمس الذي يظهر في في متى 8:16-17 ومرقص 1:32-34 و لوقا 4:40-41.
- معجزة طرد أرواح شريرة من أكتم يظهر فيمتى 9:32-34.

### القيامة من بين الأموات
كل الانجيل الكنسي الأربعة تصف قيامة يسوع، بينما ثلاثة منها ببإعادة أموات إلى الحياة:
- إعادة الحياة إلى ابنة يايرس في مرقص 5:21-43.Mk 5:21-43]
- إعادة الحياة إلى شاب من نايين في لوقا 7:11-17.Lk 7:11-17].
- إعادة الحياة إلى أليعازر في يوحنا 11:1-44.Jn 11:1-44]

### السيطرة على الطبيعة

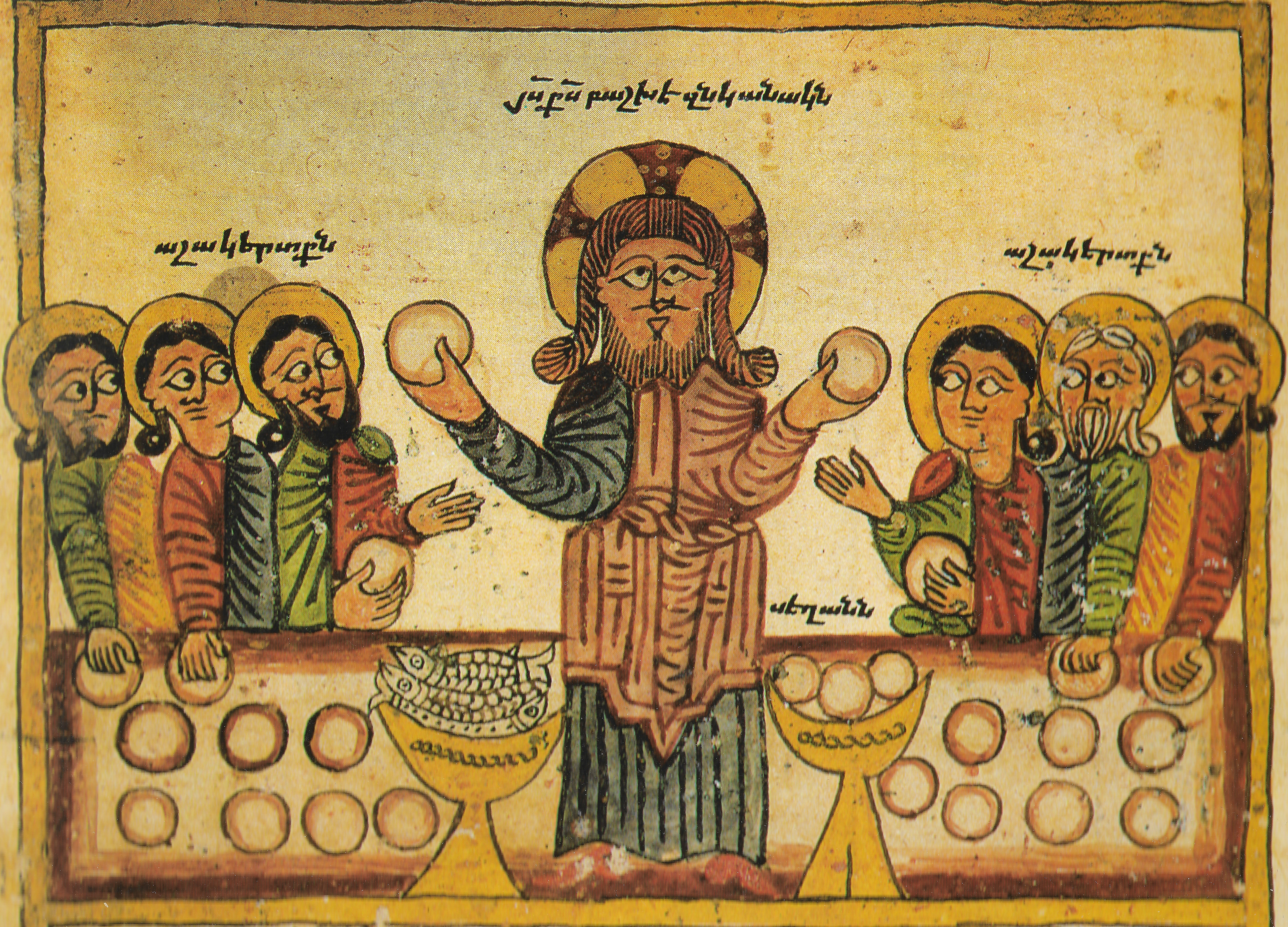
إطعام الجموع، منمنمة أرمنية، 1433.

ذكر الأناجيل تشمل ثمانية مرويات تشير إلى قوة يسوع بالسيطرة على الطبيعة:
- معجزة تحويل الماء إلى خمر في عرس.
- معجزة صيد السمك في لوقا 5:1-11.Lk 5:1-11]

- إطعام الجموع بخلق أعداد ضخمة من السمك والخبز من عدد قليل.

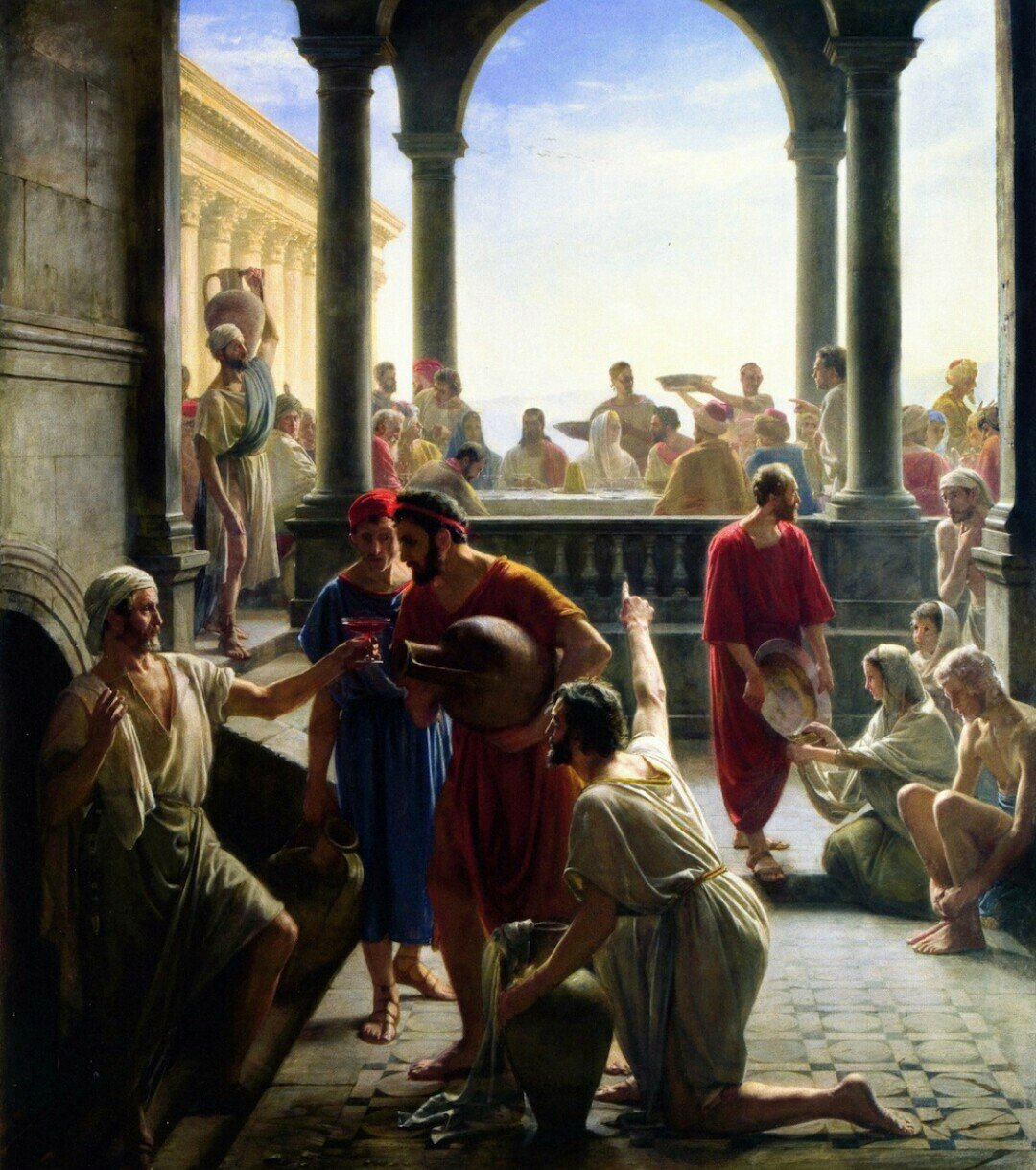
الزواج في قانا
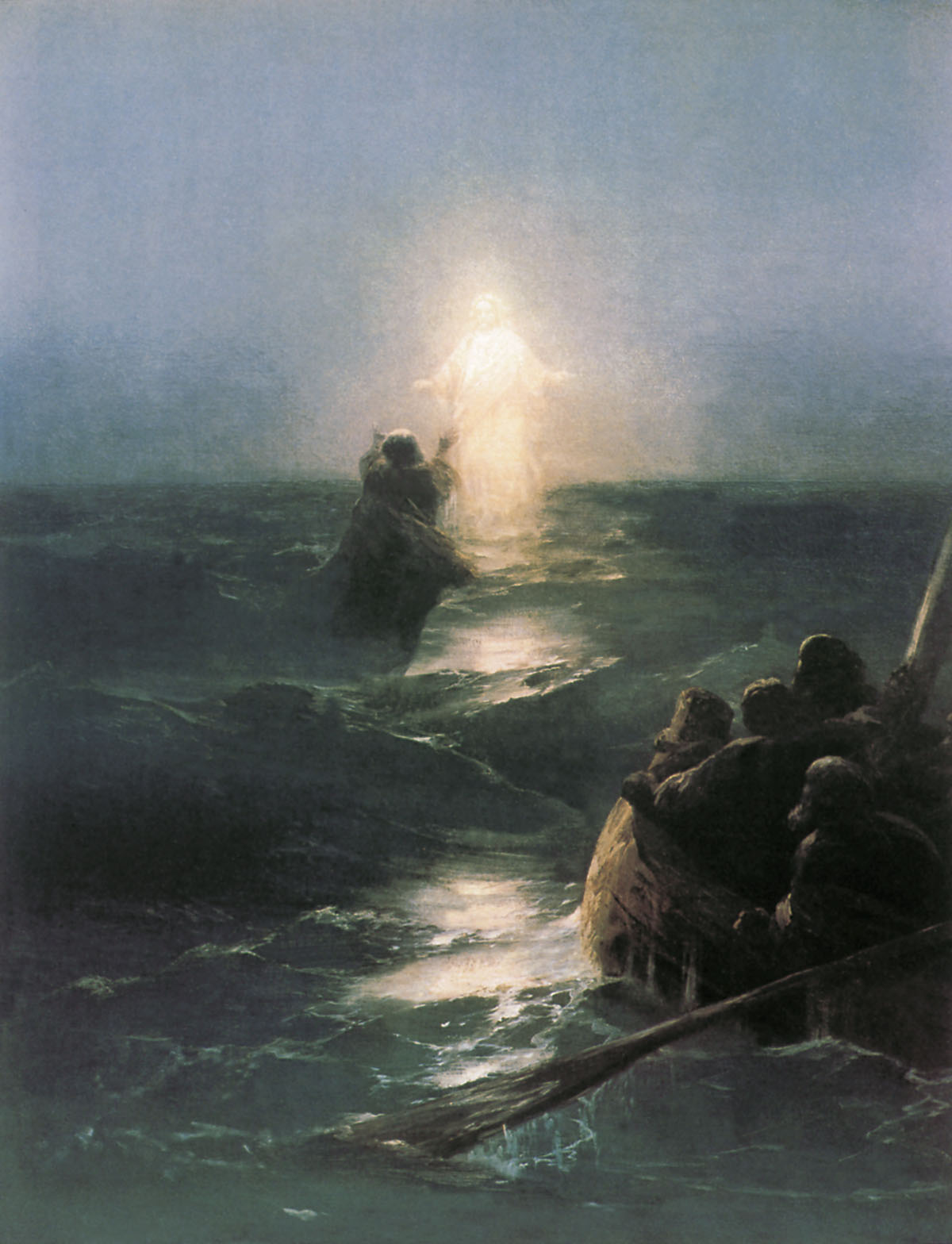
المشي على الماء
- تجلي يسوع حين صعد الجبل والتقى الأنبياء موسى وإيليا.[28]
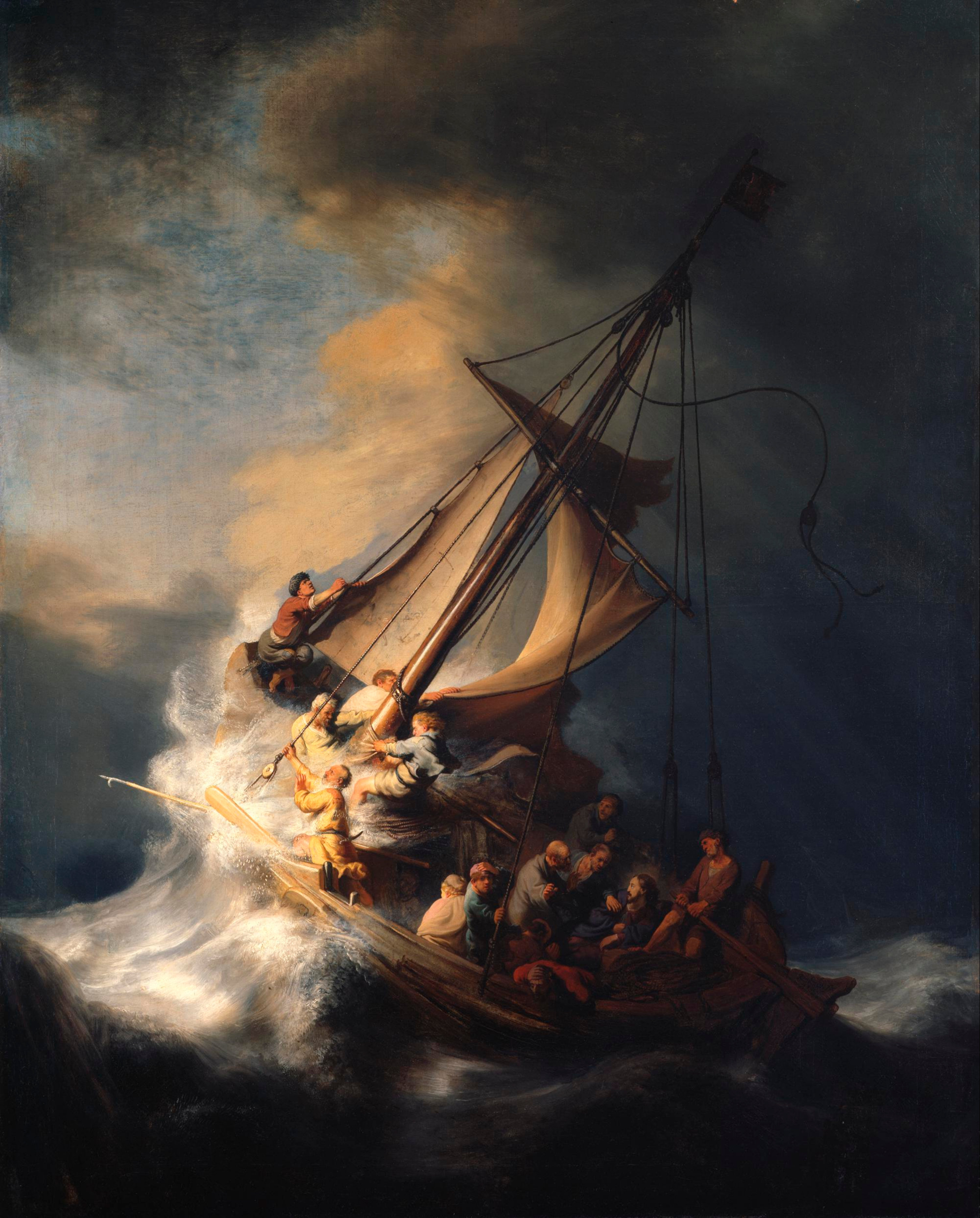
تهدئة العاصفة.
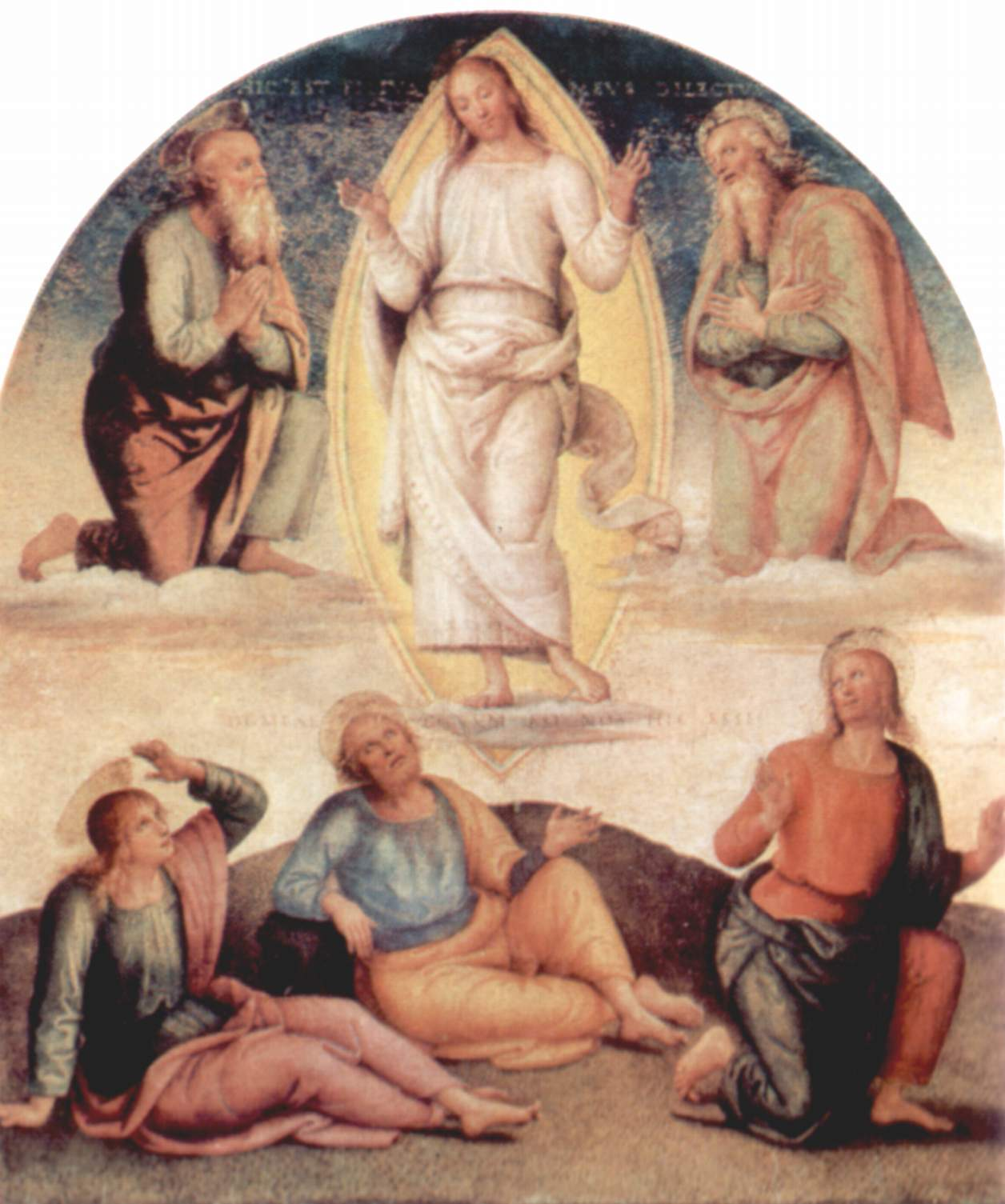
تبدل
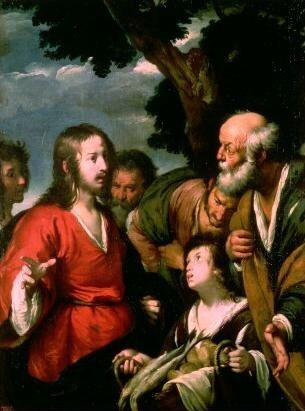
إطعام الجموع
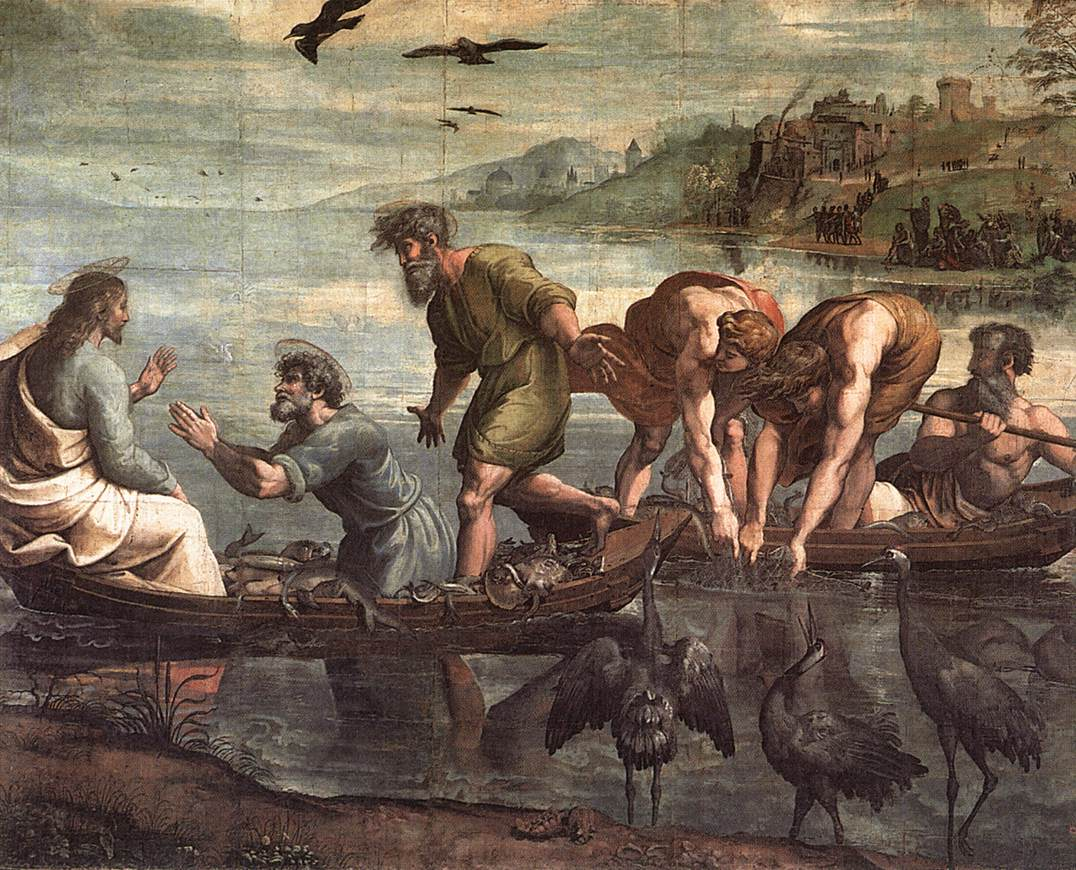
مشروع الأسماك

- إيجاد عملة في فم السمكة وردت في متى 17:24-27.[29]
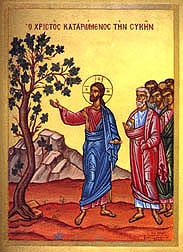
لعن شجرة التين حتى ذبلت.
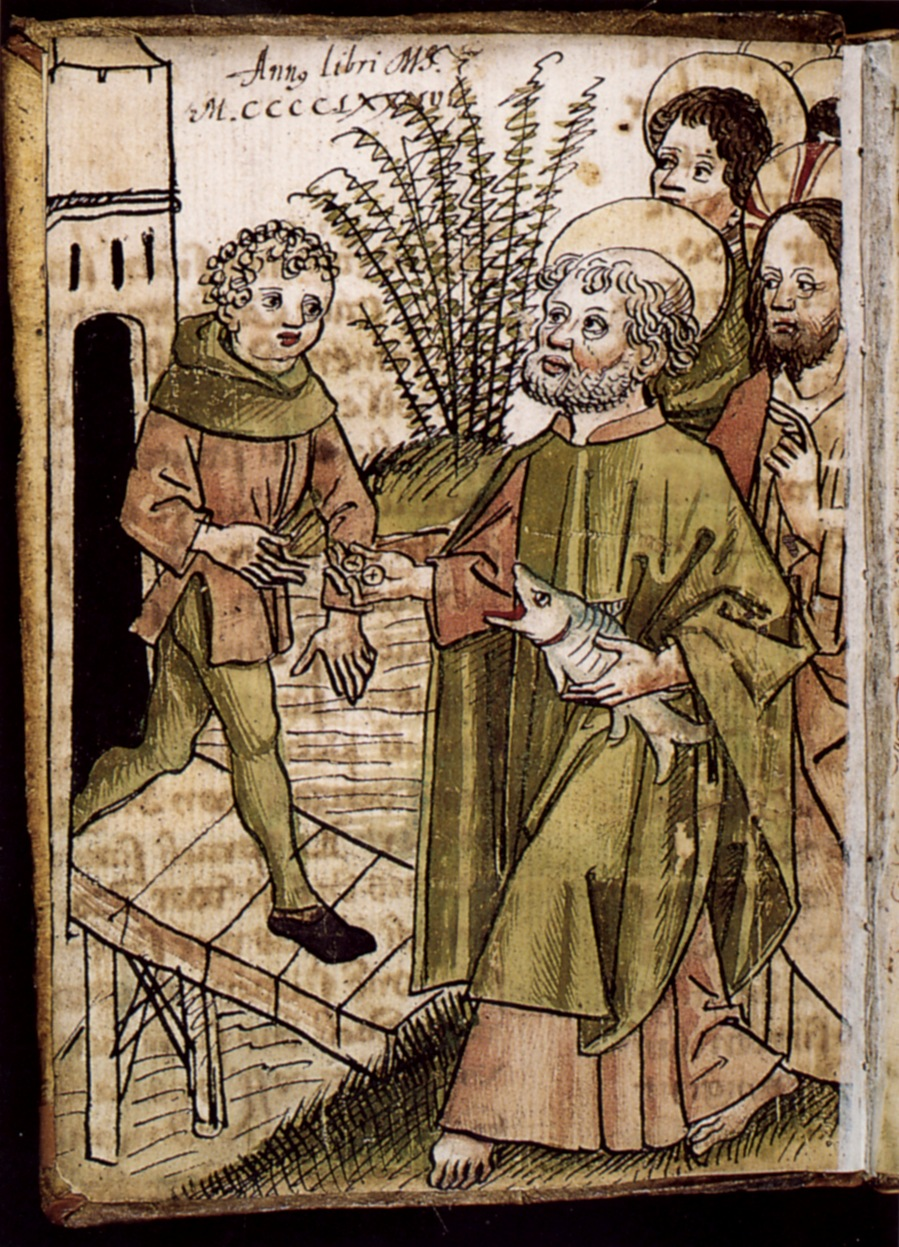
عملة في فم السمكة

## قائمة المعجزات وجدت خارج العهد الجديد
المعجزات ذكرت خارج العهد الجديد خاصة في النصوص القرن الثاني التي تسمىالأناجيل المنحلة, يروي يسوع المعجزات أثناء طفولته.
| المعجزة                               | المصادر                 |
| إعادة شاب من بين الأموات              | سر الإنجيل من مرقس 1    |
| السيطرة على الماء وتنقيتها            | إنجيل توما المنحل 2.2   |
| إحياء طيور من طين                     | إنجيل توما المنحل 2.3   |
| احياء الميت زينو                      | إنجيل توما المنحل 9     |
| شفى قدم الحطاب                        | إنجيل توما المنحل 10    |
| حمل الماء في ثوبه                     | إنجيل توما المنحل 11    |
| حصاد 100 بوشل من القمح من بذرة واحدة  | إنجيل توما المنحل 12    |
| طول لوح خشب الذي كان قصير للنجارة     | إنجيل توما المنحل 13    |
| بعث المعلم كان قد ضربه في وقت سابق    | إنجيل توما المنحل 14-15 |
| شفى لدغة الافعى                       | إنجيل توما المنحل 16    |
| بعث طفل ميت                           | إنجيل توما المنحل 17    |
| بعث رجل ميت                           | إنجيل توما المنحل 18    |
| معجزة العذراء ولادة التحقق من القابلة | إنجيل يعقوب 19-20       |

## معرض المعجزات

### علاج

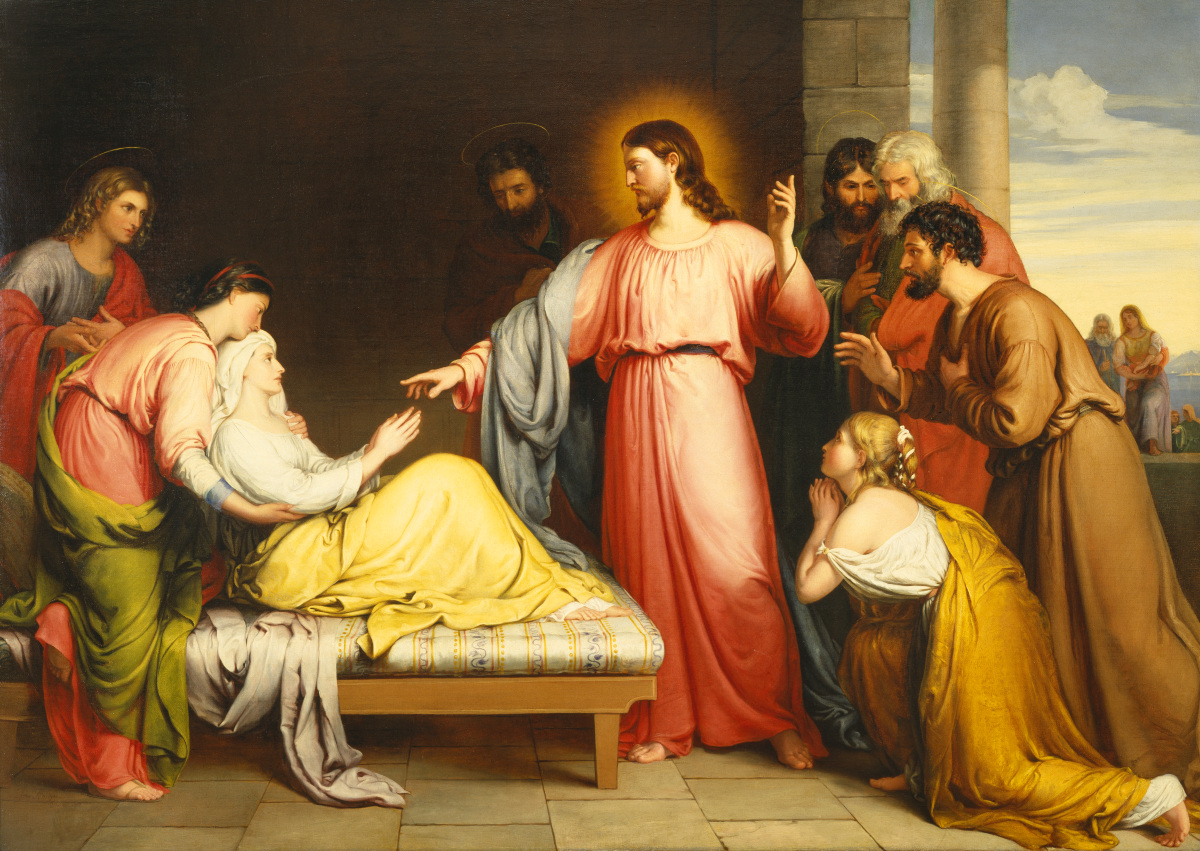
شفاء والدة بطرس
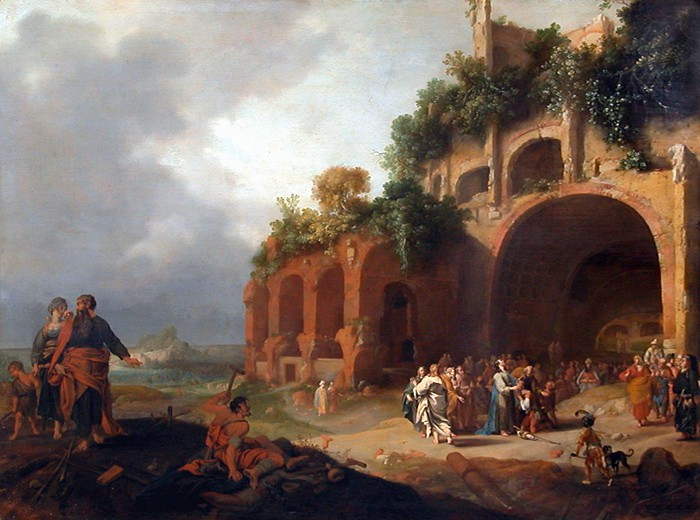
شفاء الأصم والأبكم في ديكابوليس
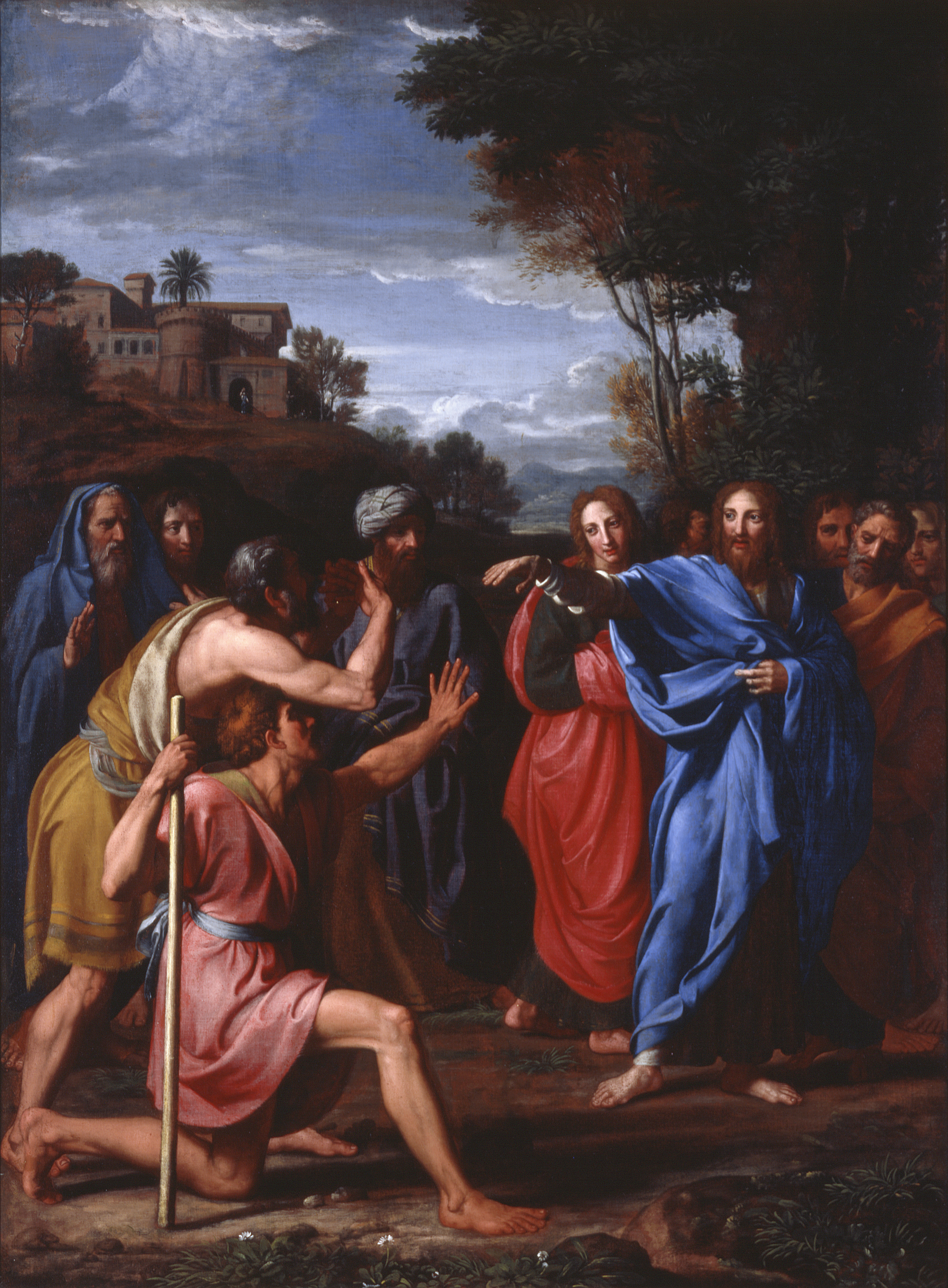
شفاء الأعمى منذ الولادة
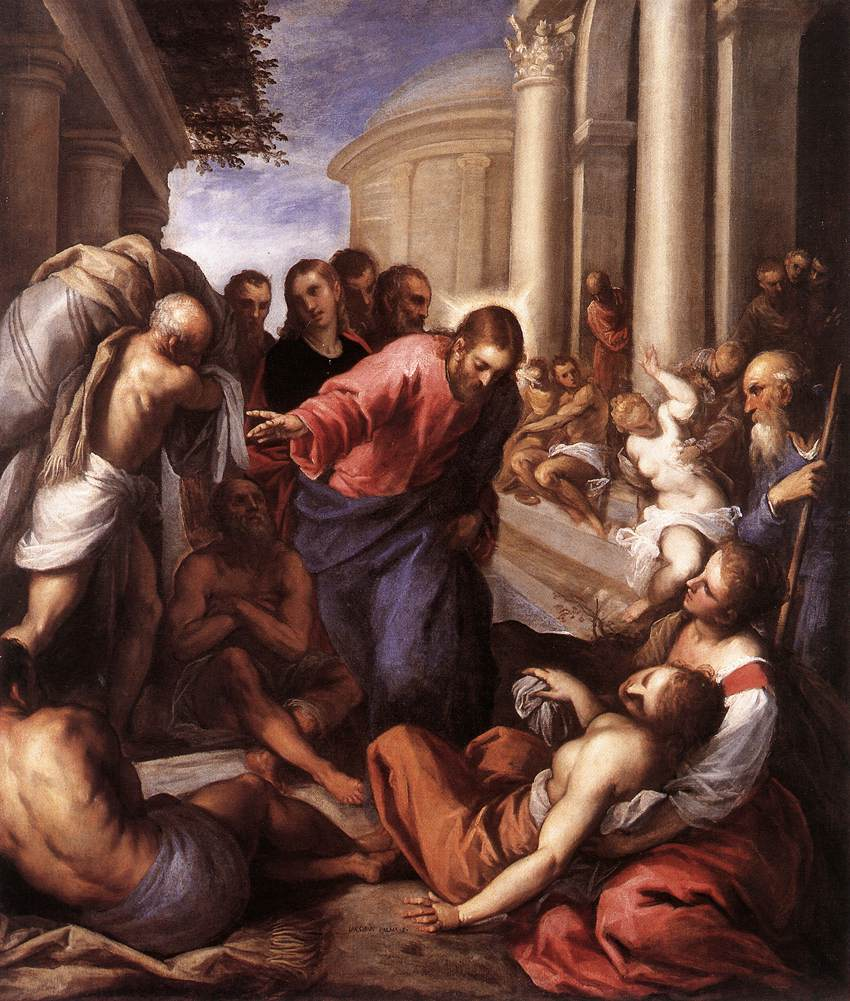
شفاء المشلول في بيت صيدا
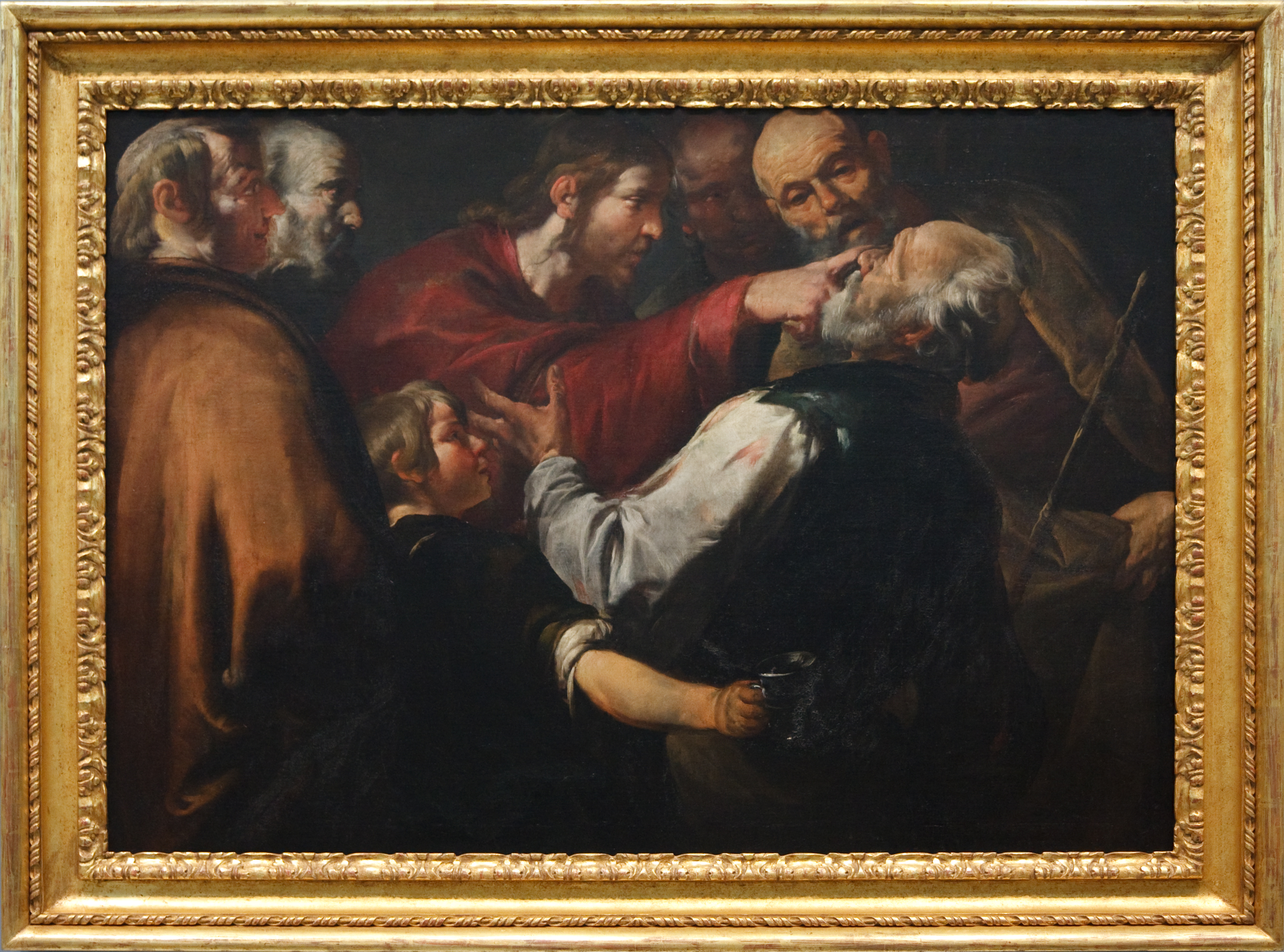
الرجل الأعمى في بيت صيدا
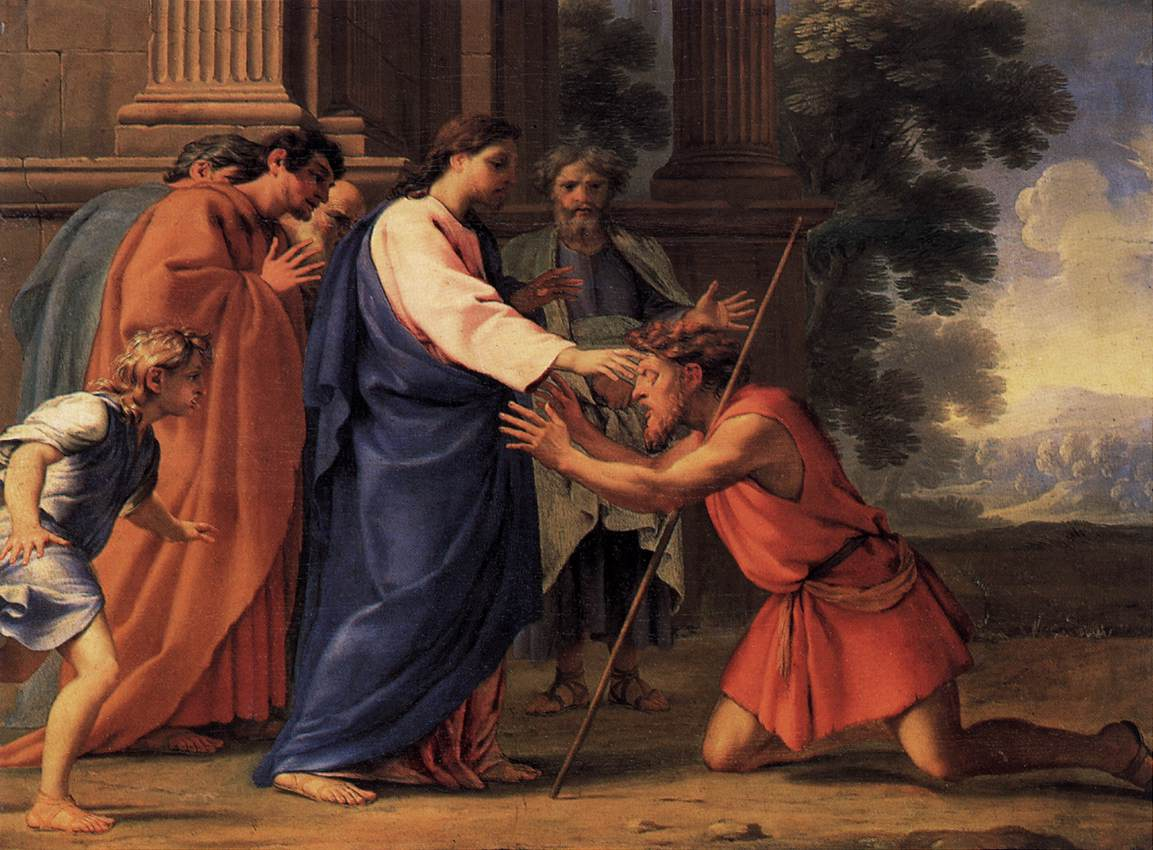
أعمى أريحا
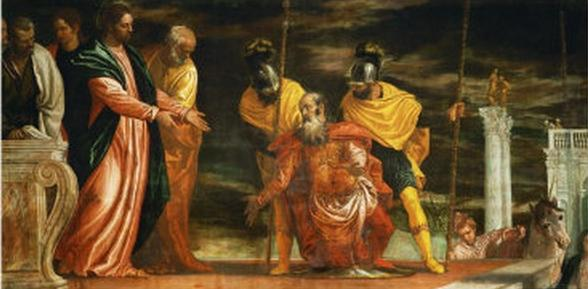
شفاء خادم قائد المئة الروماني
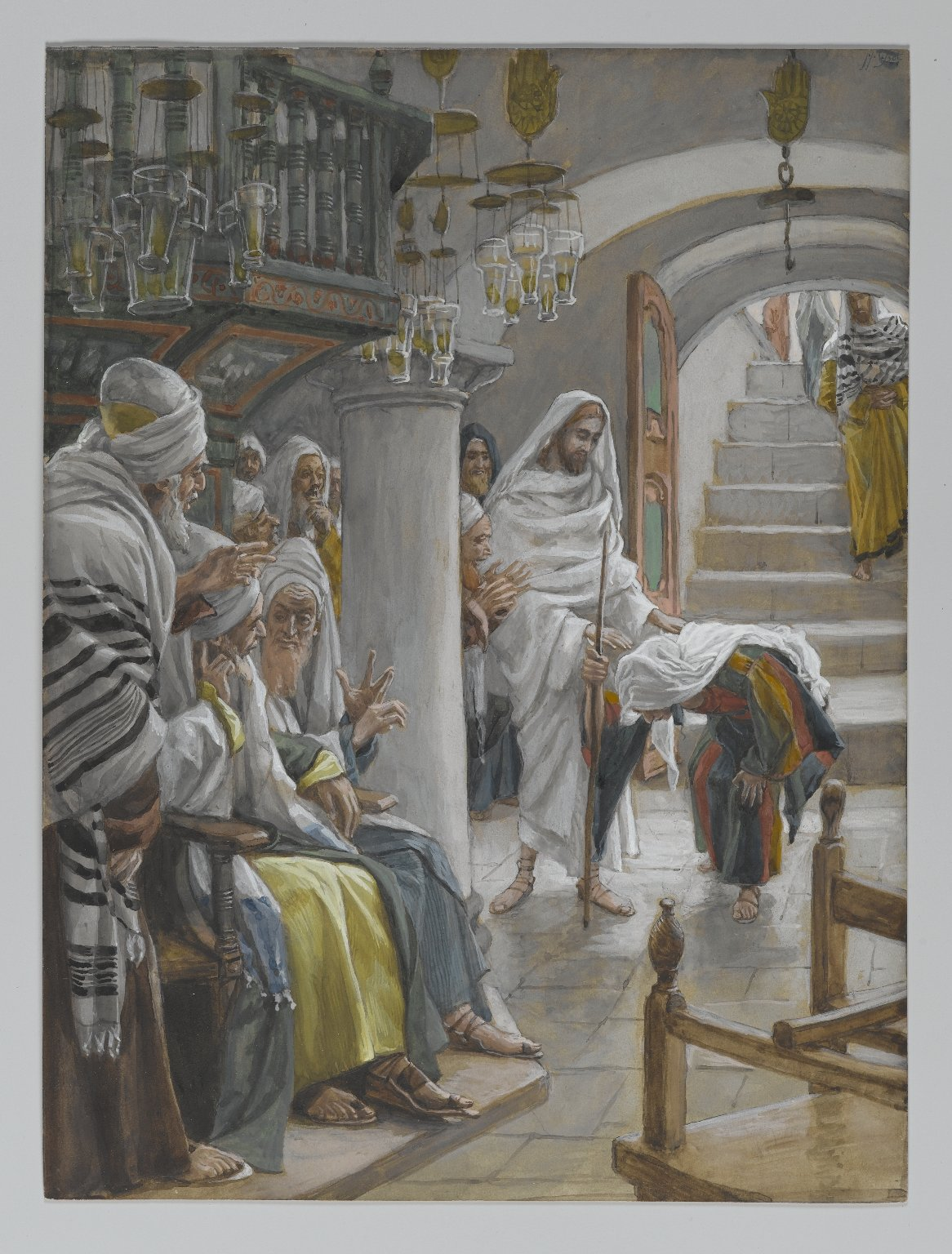
شفاء المرأة العاجزة
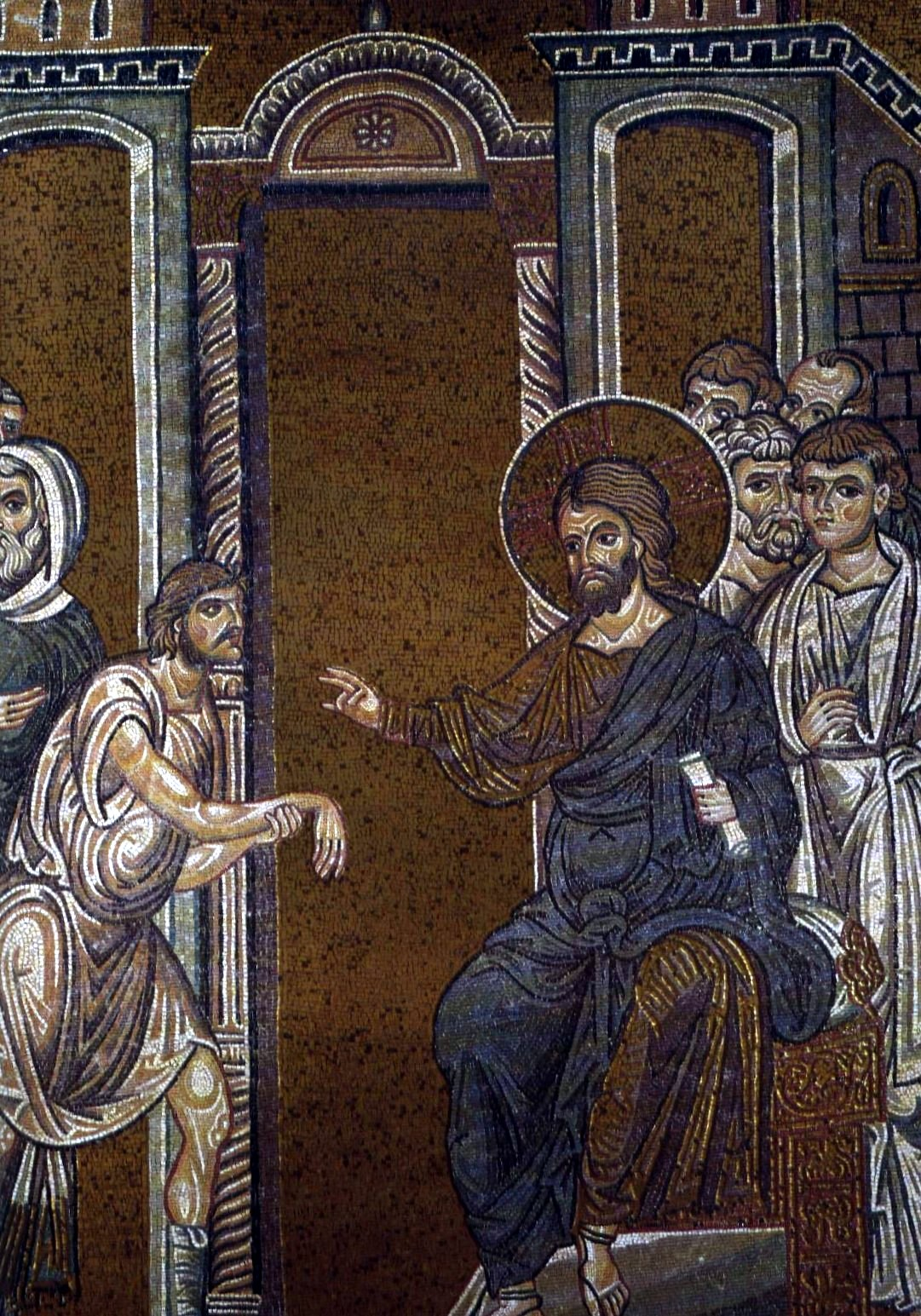
الرجل ذو اليد المعطوبة
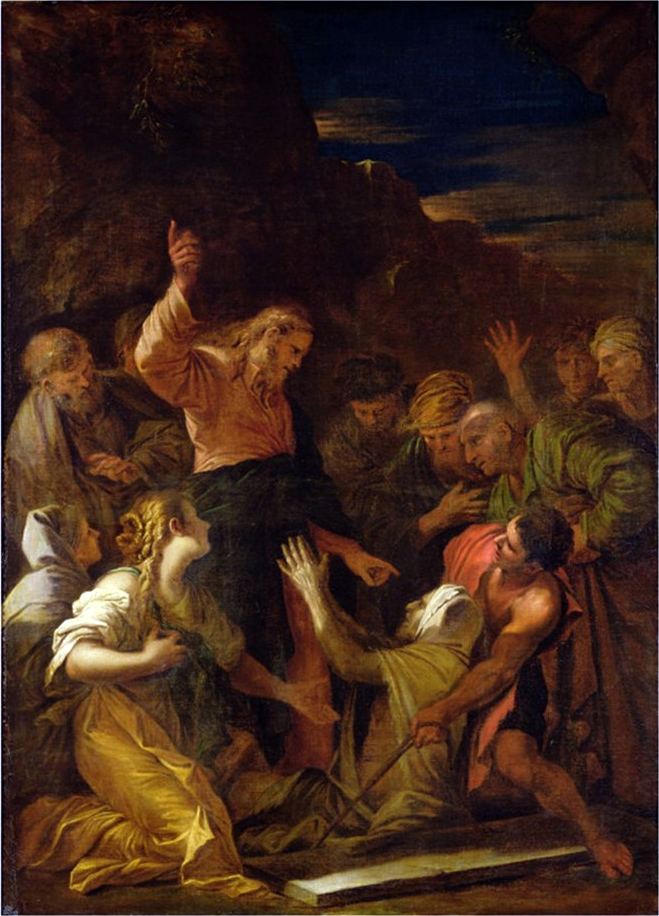
تطهير الأبرص
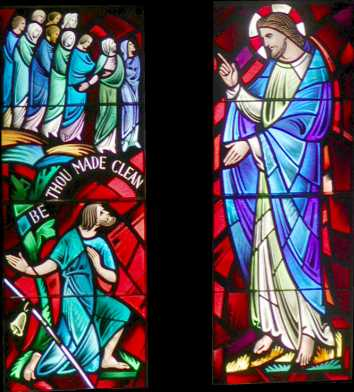
تطهير البرص العشرة
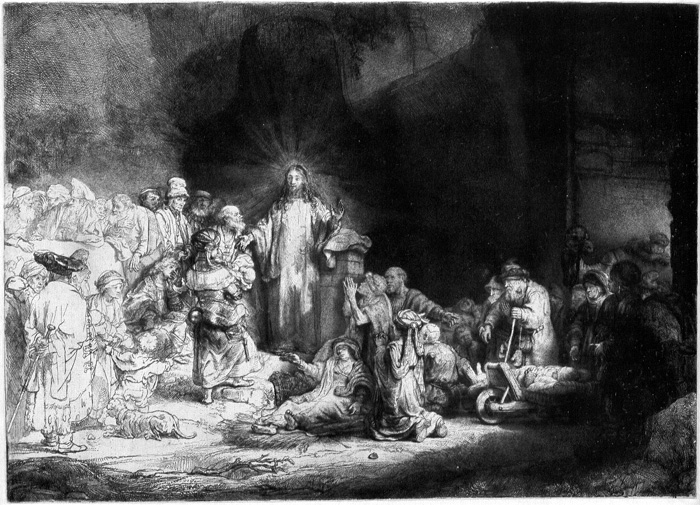
شفاء رجل من الاستسقاء
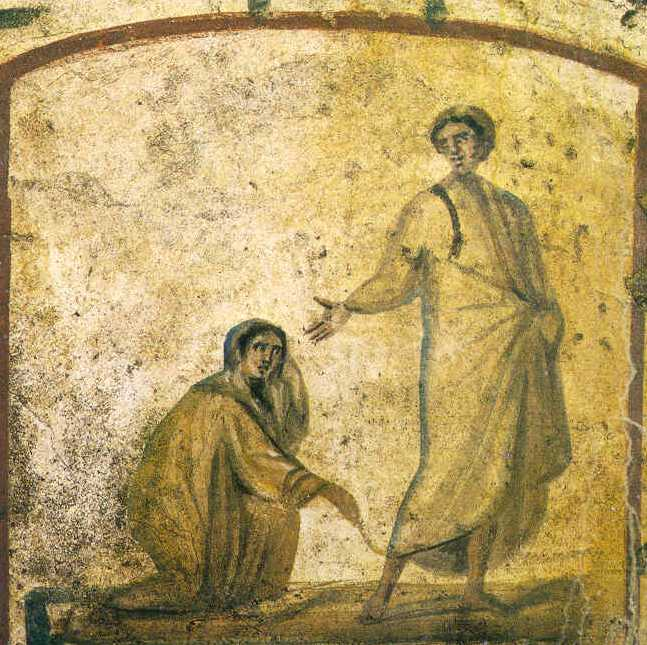
شفاء امرأة تنزف دما
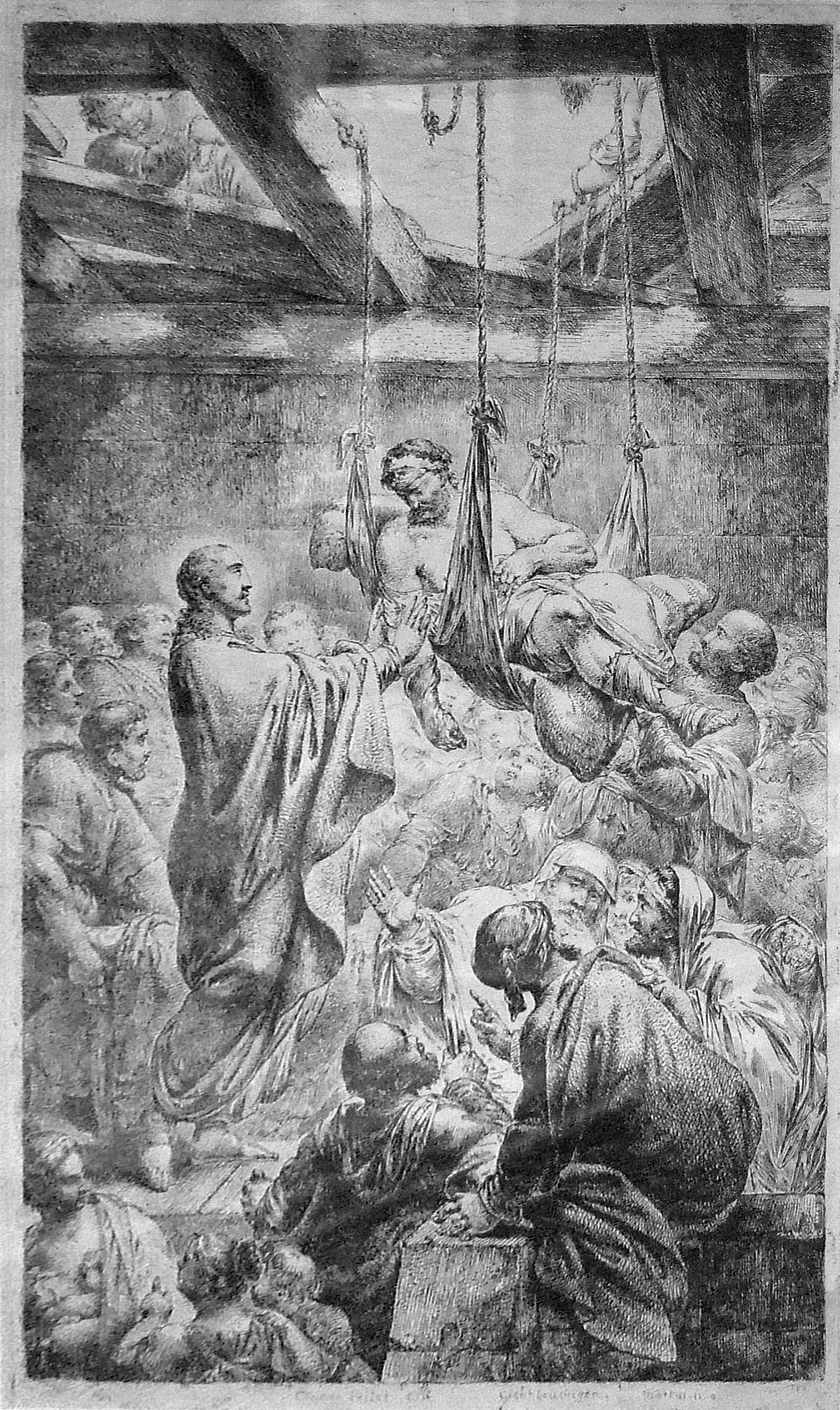
شفاء الرجل المشلول
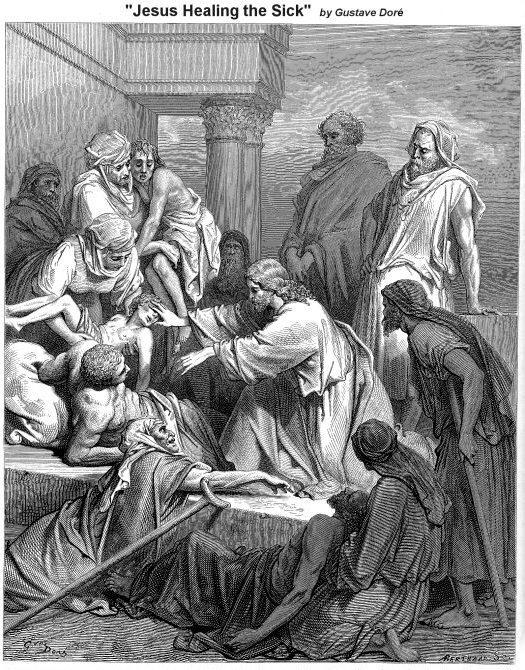
الشفاء في جينيسارت
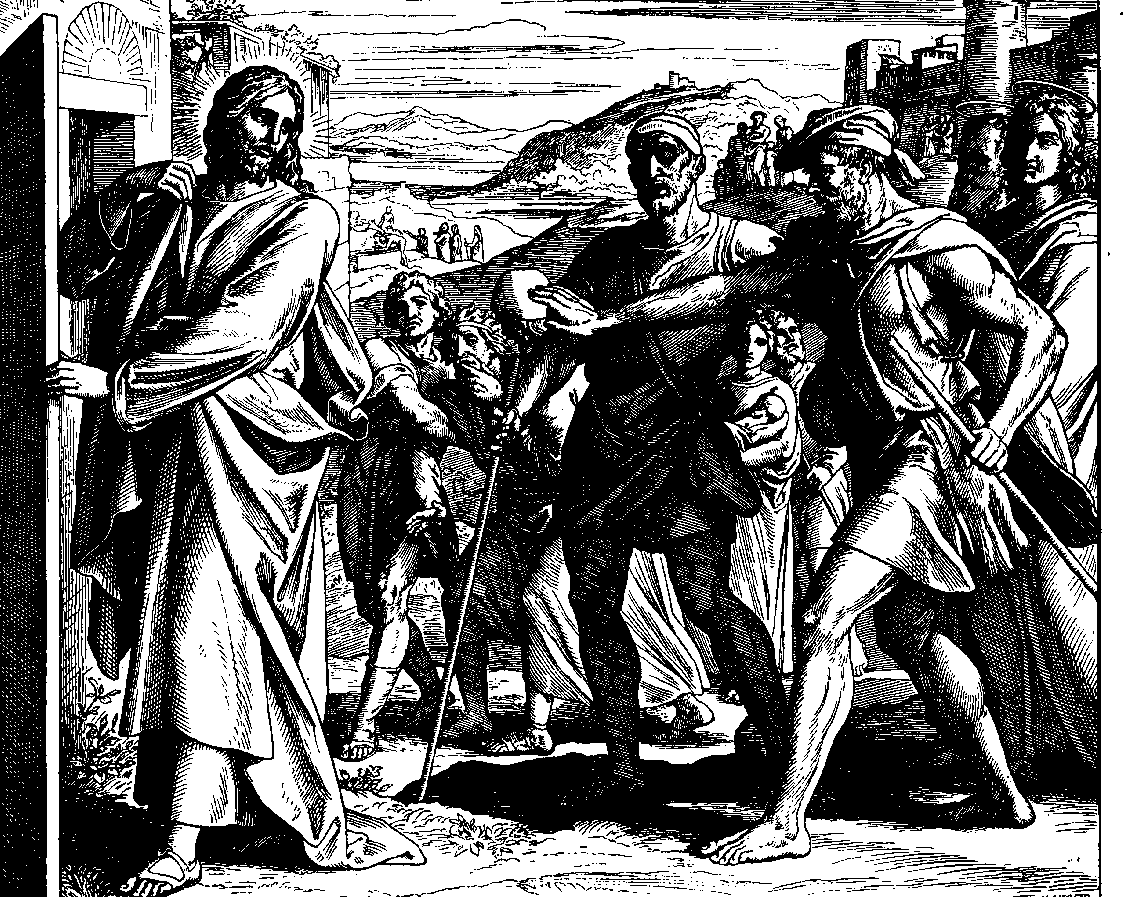
رجلان أعميان

### سلطة على الأرواح الشيطانية

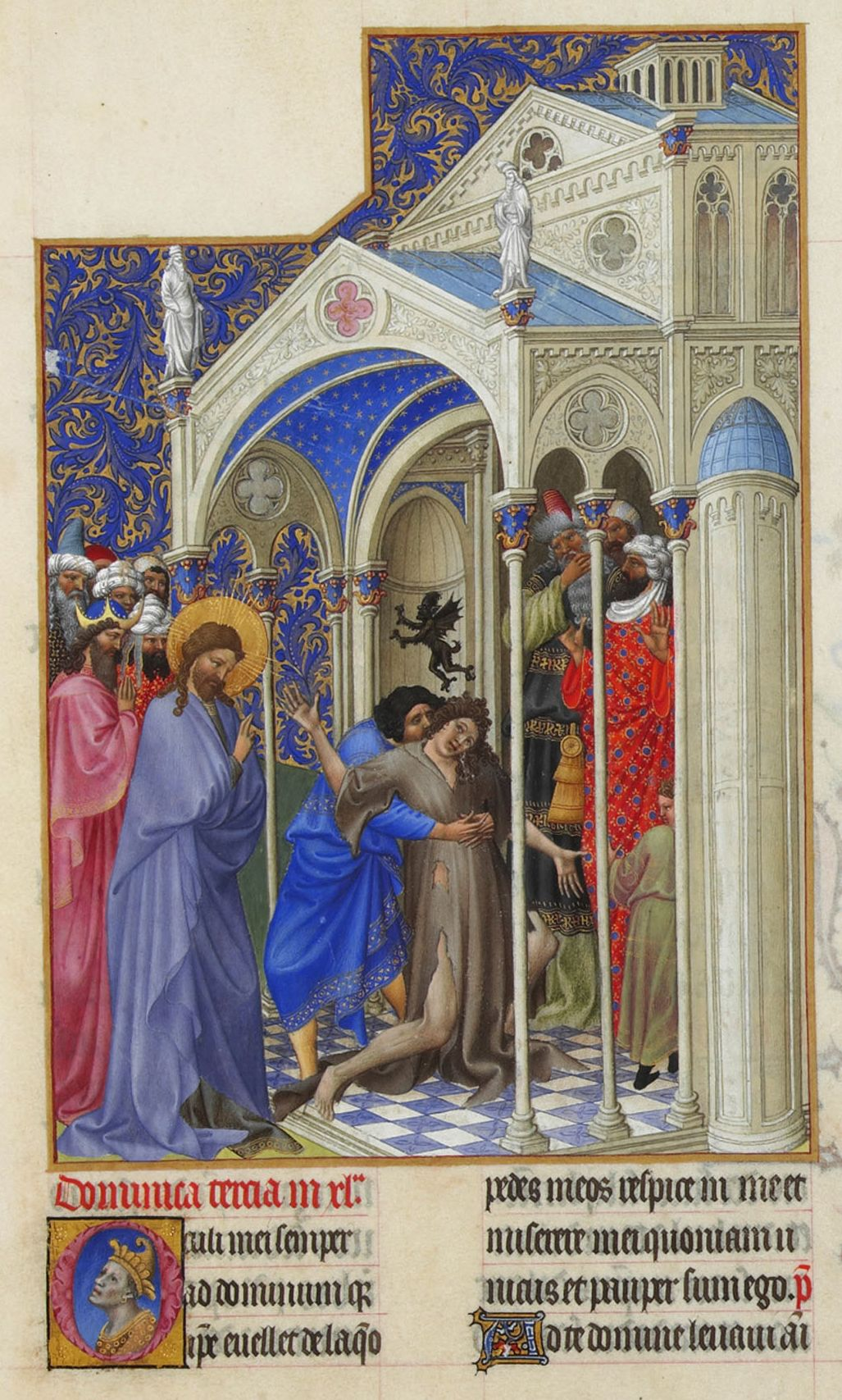
وهو فتى ممسوس من شيطان
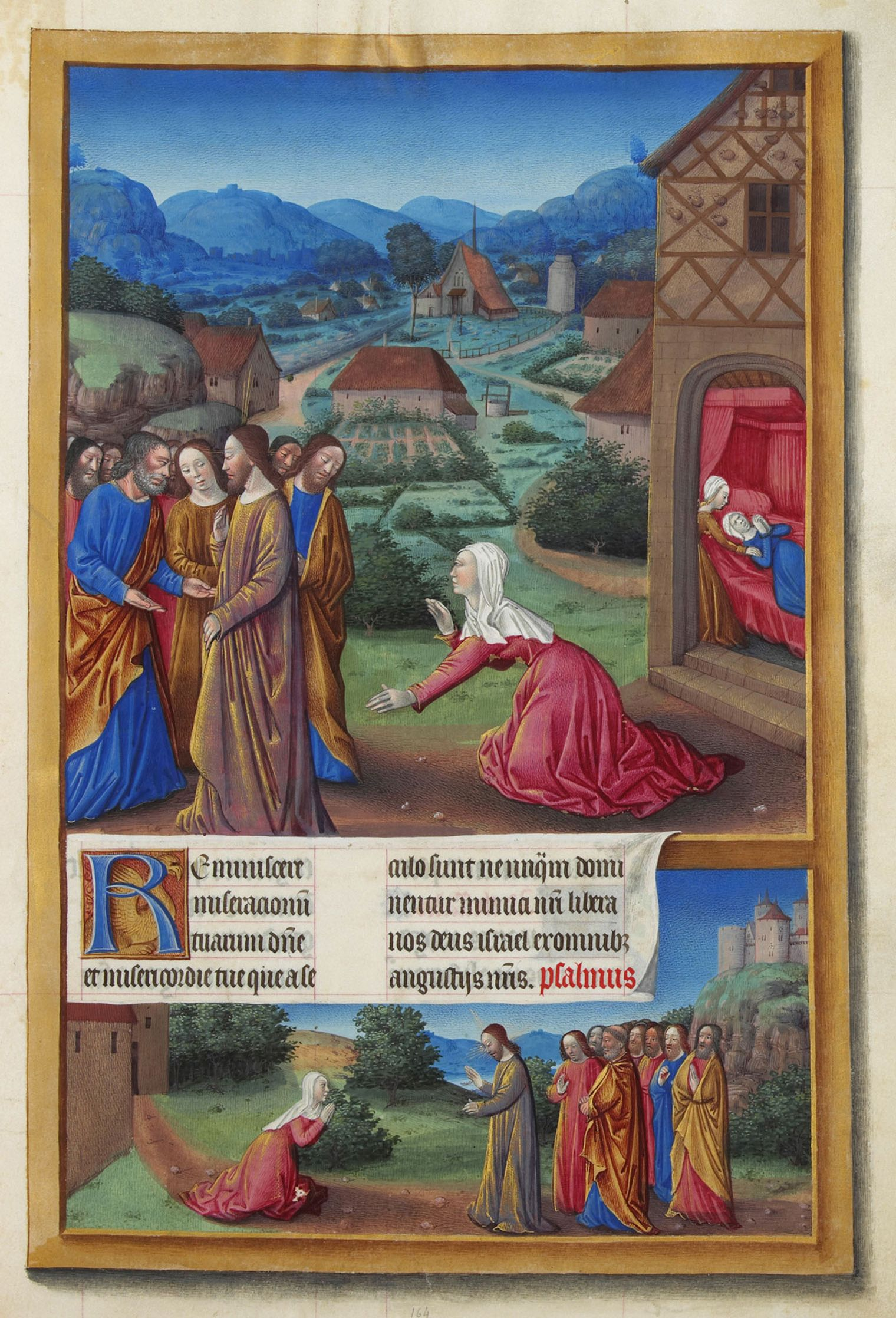
طرد الأرواح من ابنة المرأة الكنعانية
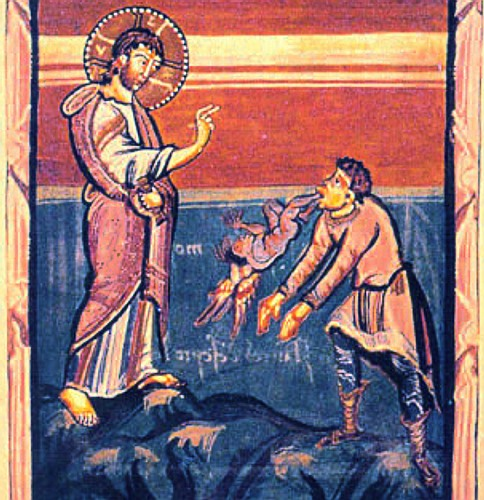
طرد الأرواح في جيناريسيس
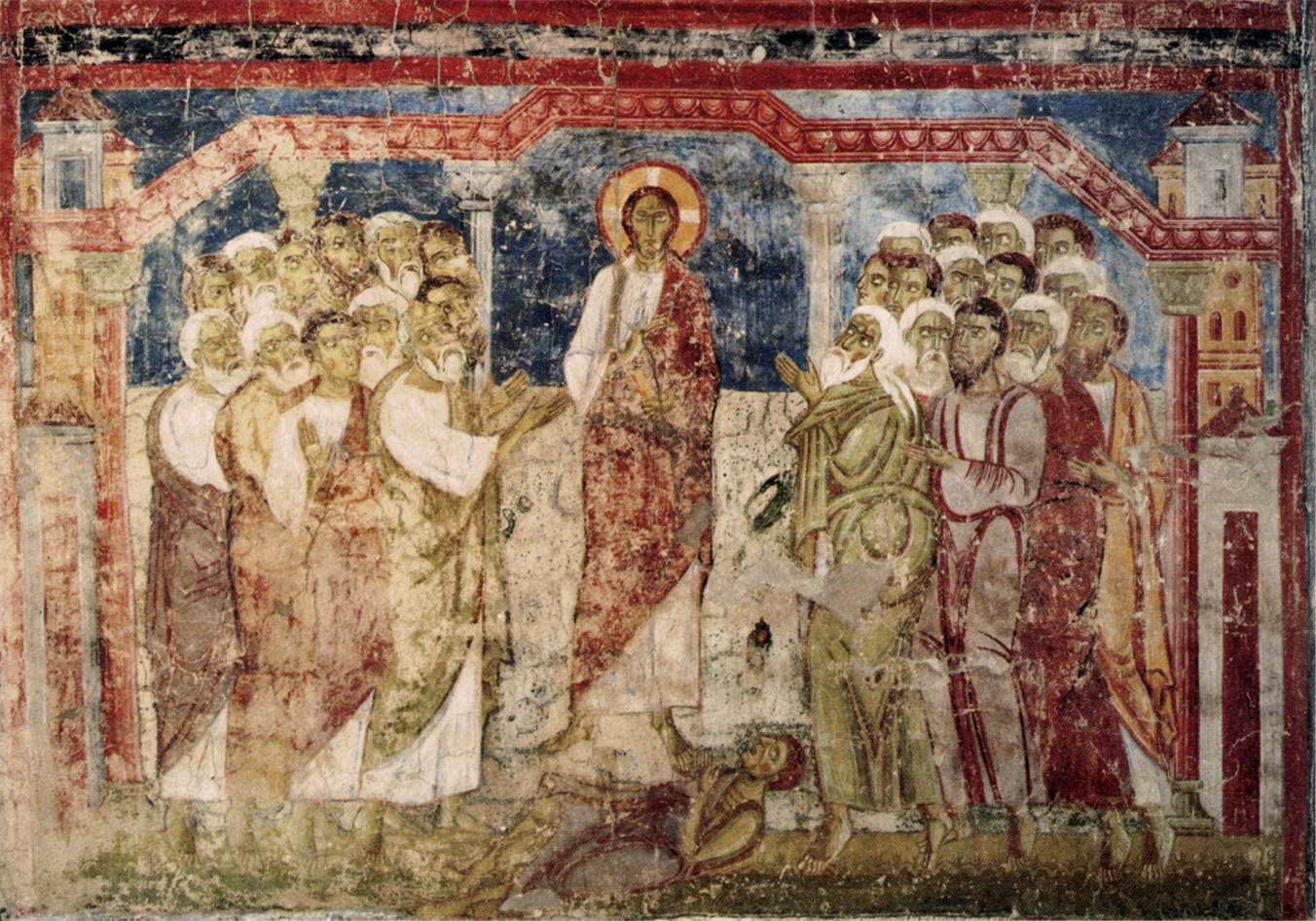
في المجمع في كفرناحوم
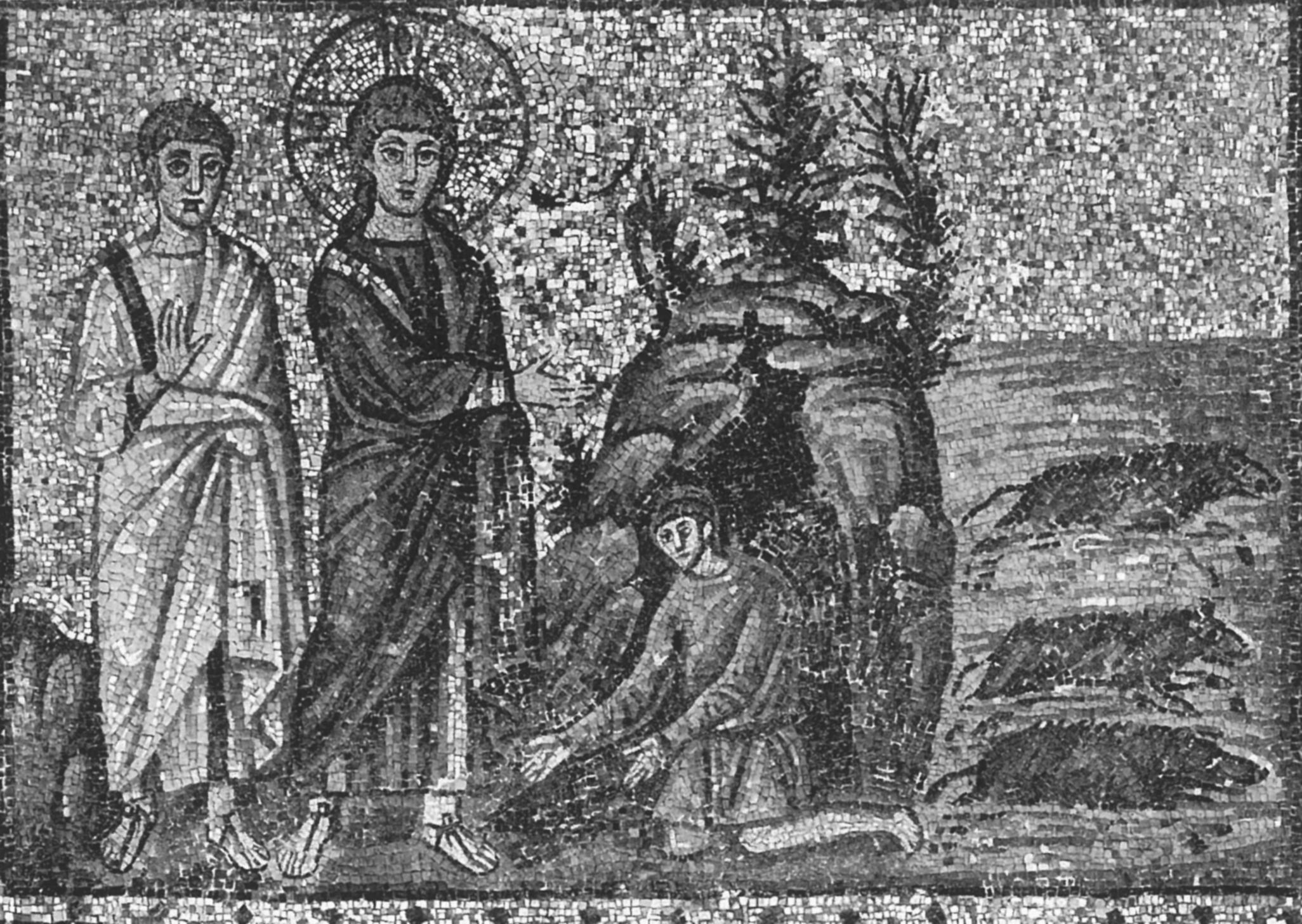
المسيح طرد الأرواح الشريرة عند غروب الشمس
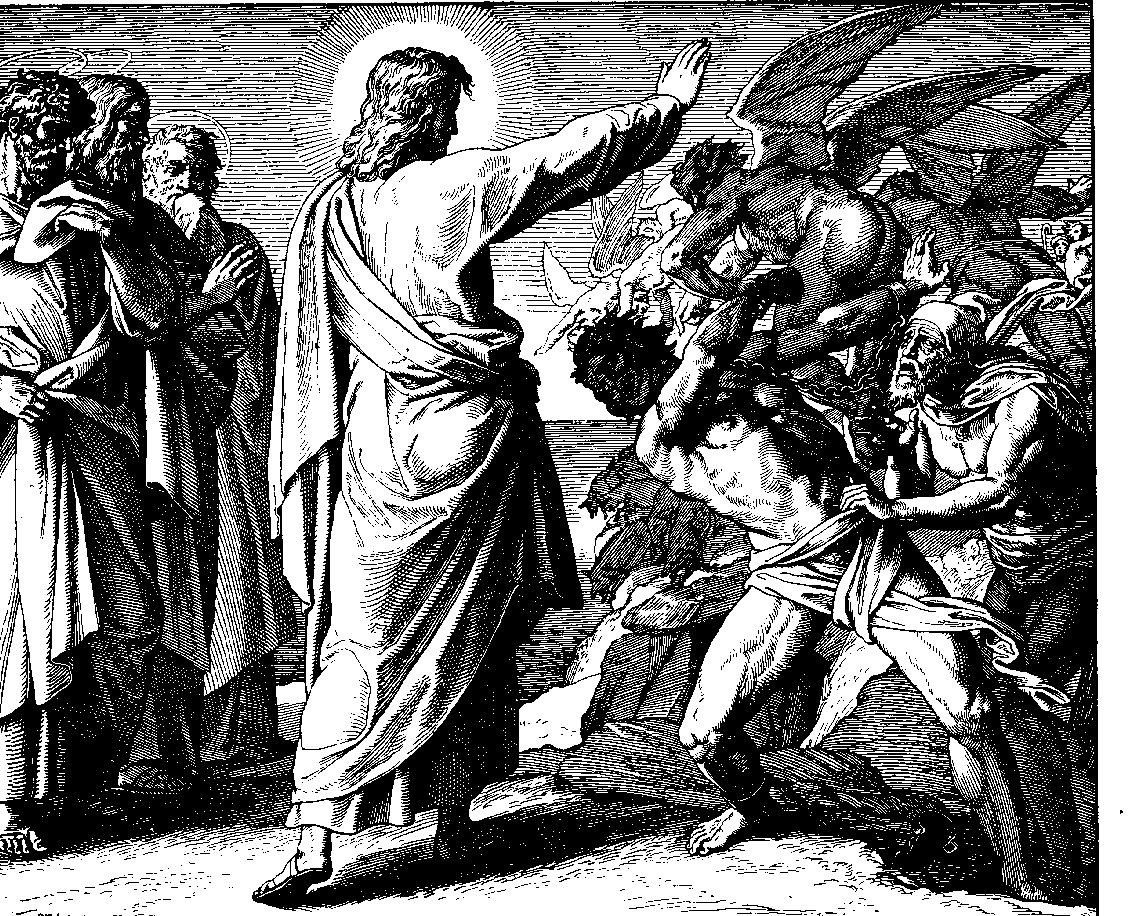
طرد أرواح شريرة

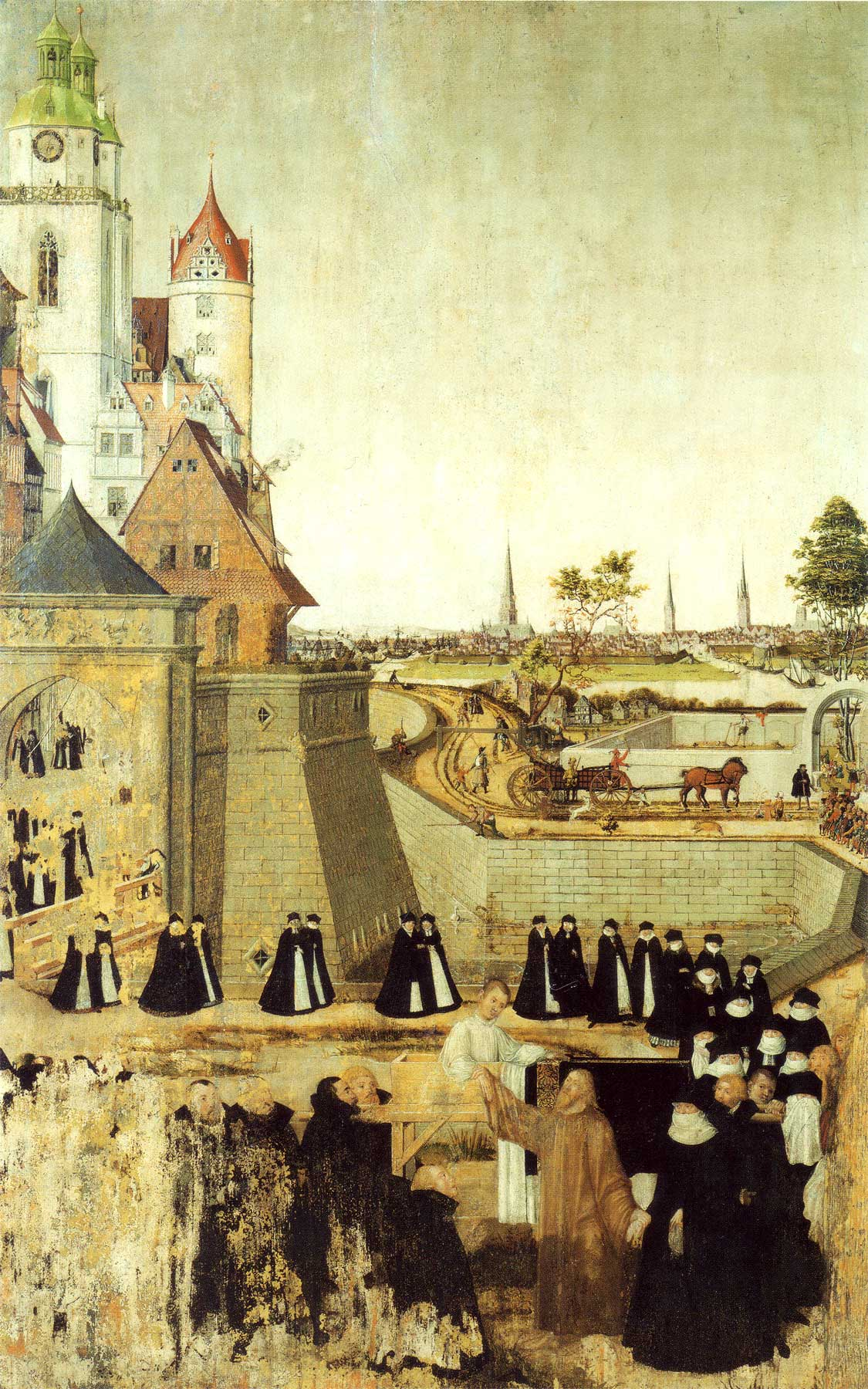
شاب من نايين
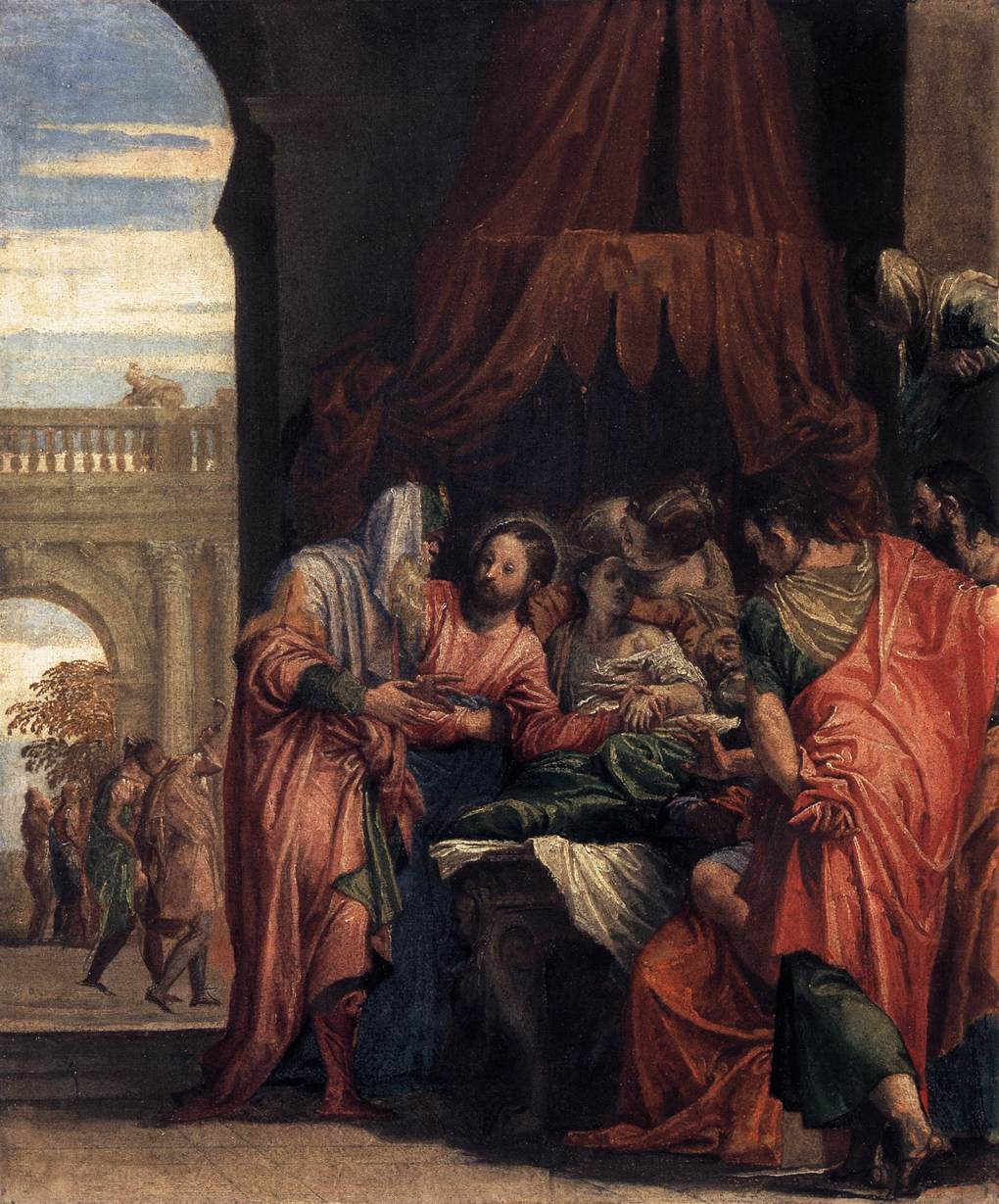
ابنة يايرس
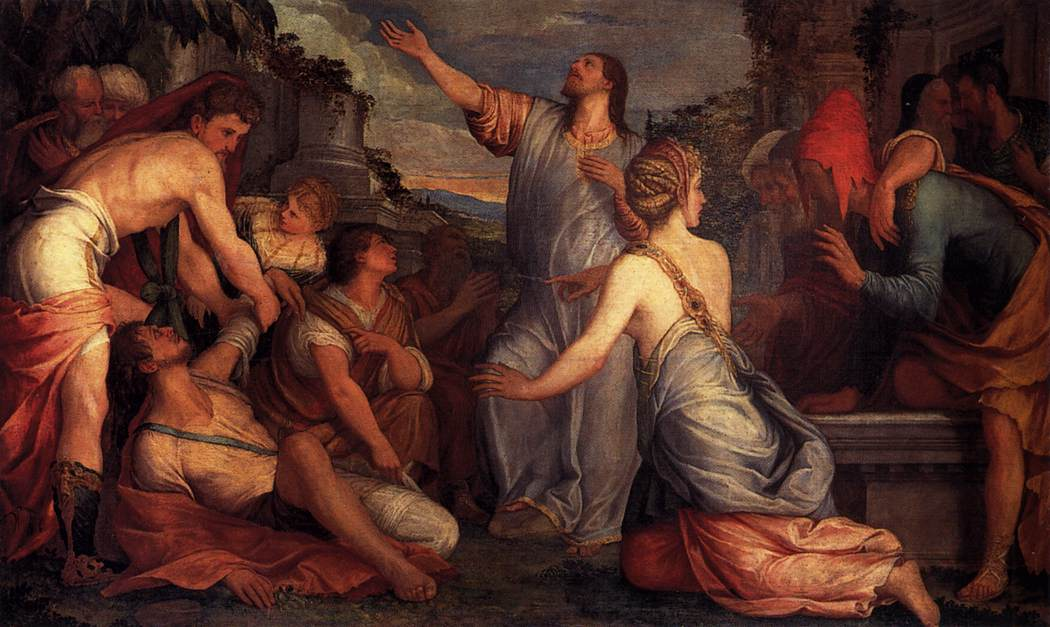
رفع لعازر

### السيطرة على الطبيعة
- الزواج في قانا
- المشي على الماء
- تهدئة العاصفة
- تبدل
- إطعام الجموع
- مشروع الأسماك
- لعن شجرة التين
- عملة في فم السمكة